# 이재욱 (1905년)
이재욱(李在郁, 1905년 ~1950년)은 대구 출신의 문학자이다. 영남민요 등을 연구했다. 국립도서관장을 지내다 납북되었고, 38선이나 현재의 휴전선을 넘지 못하고 사망한 것으로 추정된다.

재가승을 기록한 재가승만고 (在家僧漫考)의 저자이기도 하다.